# Алексеевское (Перемышльский район)
Алексе́евское — деревня в Перемышльском районе Калужской области России. Входит в сельское поселение «Деревня Григоровское».

## География
Расположена на административной границе Калужской области, в 30 километрах на восток от районного центра — села Перемышль. Рядом деревня Чесноки.

## Население
| 2002 | 2010 |
| ---- | ---- |
| 2    | ↘1   |

## История
В атласе Калужского наместничества, изданного в 1782 году, — Алексеевское, обозначено на карте и упоминается как сельцо Лихвинского уезда

Сельцо Алексеевское с пустошами Сергея Васильева сына Ханукова. На правой стороне речки Аребры на коей два пруда. Дом господский деревянный с плодовитым садом…— Описания и алфавиты к Калужскому атласу Ч.2.
В 1858 году сельцо (вл.) Алексеевское 2-го стана Лихвинского уезда, при речке Свабоде, 14 дворах и 136 жителях, по левую сторону транспортного тракта из Калуги в Одоев.
К 1914 году Алексеевское — сельцо Нелюбовской волости Лихвинского уезда Калужской губернии. В 1913 году население — 220 человек.
В годы Великой Отечественной войны деревня была оккупирована войсками Нацистской Германии с начала октября по конец декабря 1941 года. Освобождена в ходе Калужской наступательной операции частями 50-й армии генерал-лейтенанта И. В. Болдина.